# Contagio
Il contagio in medicina è la trasmissione da un individuo ad un altro di malattie. Può avvenire in diversi modi a seconda della malattia associata.

## Caratteristiche
La trasmissione avviene sempre attraverso un mezzo di qualche tipo, come le feci o il sangue, che fa da tramite tra l'organismo infetto e quello sano. Si dice che questo mezzo fa da "vettore", cioè, appunto, che trasporta ("veicola") l'agente patogeno.

Perché la trasmissione abbia luogo, non è necessario che l'organismo "di provenienza" manifesti i sintomi della malattia: può anche trattarsi di un portatore sano.
Nel caso di malattie dovute a parassiti, ciò che tipicamente viene trasportato da un individuo a un altro sono le larve del parassita. Nel caso di batteri, alcune volte vengono trasportati non già i batteri stessi, ma le loro spore. In ogni caso, perché la malattia sia trasmessa, è sufficiente che sia veicolato anche un piccolo numero di individui dell'agente patogeno in questione; questi si riproducono, poi, nel nuovo individuo, dando luogo all'infezione.
Molti batteri considerati patogeni sono già presenti in organismi sani, pur non dando luogo ad una malattia. Negli esseri umani, questo avviene, ad esempio, nell'apparato digerente (intestino) e sulla pelle. Ciò avviene perché la carica batterica viene mantenuta sempre bassa dal sistema immunitario, per cui essi risultano costantemente tenuti "sotto controllo".

## Trasmissione
Segue un elenco (incompleto) delle varie modalità con cui avviene il contagio:
- per via aerea
- Trasmissione oro-fecale
- Trasmissione ematica
- per via sessuale
- Trasmissione transplacentare: malattie trasmesse dalla madre al feto, durante la gravidanza (ad es. la rosolia)
- Via perinatale: malattie trasmesse dalla madre al bambino, in particolare durante il parto o con l'allattamento

### Trasmissione aerea
L'agente patogeno entra nell'organismo tramite le vie respiratorie, veicolato da polvere o particelle di saliva in sospensione nell'aria. Le particelle di saliva prendono il nome di "particelle di Flügge" e vengono rilasciate dalla persona infetta tramite uno starnuto, ad esempio.
Si trasmettono per via aerea, tra gli altri, i virus influenzali.